# Mary Cassatt
Mary Stevenson Cassatt (Allegheny, Pennsylvania, 1844. május 22. – Le Mesnil-Théribus, (Beaufresne kastély), Pikárdia, 1926. június 14.) impresszionista amerikai festő és grafikus. Élete jelentős részét Párizsban töltötte, eleinte Edgar Degas pártfogoltjaként, később maga is jelentős impresszionista festővé vált.
Sok képén szerepelnek nők, mind társaságban, mind pedig személyes élethelyzetekben. Különös érzékenységgel ábrázolja az anya-gyermek közötti kapcsolatot.

## Élete
Édesapja, Robert Simpson Cassatt sikeres bróker volt, édesanyja, Katherine Kelso Johnston bankárcsaládból származott. Hat testvére született, akik közül ketten még csecsemőkorukban elhunytak. A jómódú szülők kitűnő oktatásban részesítették, már gyermekkorában számos helyen megfordult. Járt Londonban, Berlinben és Párizsban is. Itt találkozott először későbbi mentorainak, Degas és Pissarro munkáival is, akiknek a kiállításai nagy hatást gyakoroltak rá.
Amerikába való visszatérése után tizenöt évesen beiratkozott a Pennsylvaniai Szépművészeti Akadémiára, bár szülei ezt nem nézték jó szemmel. Itt nagy hatást gyakorolt rá a feminizmus és évfolyamtársai bohém életvitele is. Tanulmányait az amerikai polgárháború alatt is folytatta, de az iskolában számos hátrányos megkülönböztetéssel kellett megbirkóznia. A hallgatóknak mindössze 20%-a volt nő, nem festhettek élő modellről sem és erős kasztrendszer élt az iskola falain belül.
Apja tanácsára 1866-ban Párizsba költözött, majd az elkövetkező tíz évben beutazta egész Európát. Tanulmányozta a nagy elődök munkáit, Goyát, Murillót, Correggiót. Korai műveire jellemző a régi és a modern témák és technikák keveredése. 1871-ben Spanyolországba utazott, majd nem sokkal később vissza Párizsba nővéréhez, Lydiához. Később a családja is csatlakozott hozzájuk, ám ők sem tudták rávenni arra, hogy férjhez menjen, mert úgy vélte ez összeegyeztethetetlen a karrierjével.

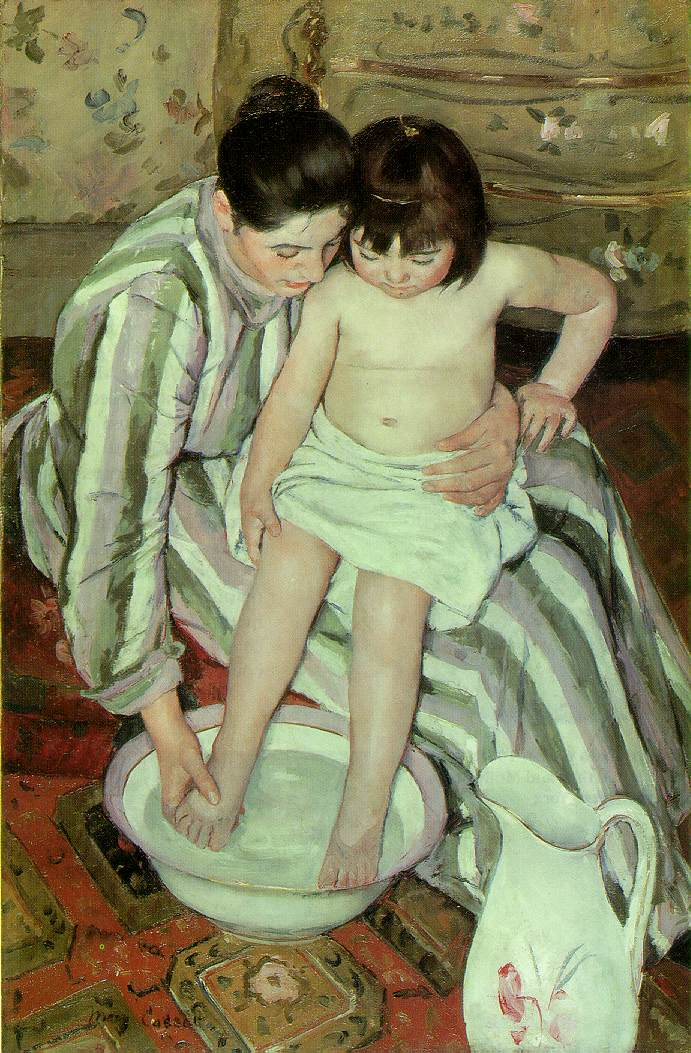
A fürdő

Az impresszionistákhoz Degas hívására csatlakozott, 1879-ben tizenegy képpel vett részt a Salonban rendezett kiállításon, amelyeken olyan művészek között állított ki, mint Renoir, Sisley, Manet és Cezanne. Cassett képeit a korai kritika "túl világosnak" ítélte, és a pasztell színekkel sem barátkoztak meg könnyedén. Azonban amikor barátnője, Louisine Elder hozzáment Harry Havemeyerhez, a jómódú pár elkezdte gyűjteni az impresszionisták képeit. Ennek is köszönhető a Metropolitan Művészeti Múzeum impresszionista tárlatának gazdagsága.
Gyűjtötte a japán fametszeteket és porcelánokat, 1890-ben Berthe Morisot-val közösen látogatott el az École des Beaux-Arts színes japán nyomatokat bemutató kiállítására. Az 1890-es évek a legtermékenyebb időszak Cassett életében. Noha az impresszionisták csoportja feloszlott, ő továbbra is kapcsolatban maradt számos jelentős művésszel, és nagy szerepet vállalt abban, hogy képeiket megismerjék, illetve a művészeket támogassák amerikai múzeumok és kiállítótermek.
A századfordulón számos irányzatot kipróbált, de képeinek témája az anya-gyermek kapcsolat ábrázolása felé fordult.
1910-ben súlyos betegségeket diagnosztizáltak rajta, diabétesz, reuma és neuralgia mellett a legsúlyosabb a szürke hályog. Noha nem lassított életritmusán, 1915-ben kénytelen volt felhagyni a festéssel, mert addigra teljesen megvakult. Élete végéig egyetértett a szüfrazsett mozgalommal, támogatta elképzeléseiket.
1926-ban halt meg a Beaufresne kastélyban, Párizs mellett.